# Linea S7 (S-Bahn di Berlino)
La linea S7 (S-Bahn di Berlino) è una delle 15 linee ferroviarie della S-Bahn di Berlino. Il percorso va dalla stazione di Ahrensfelde a quella di Potsdam. Lungo il tracciato utilizza le seguenti linee ferrate:
- ferrovia Berlino-Wriezen, completata il 1º maggio 1898 ed elettrificata fino a Marzahn nel 1976, fino a Mehrower Allee nel 1980 e fino ad Ahrensfelde nel 1982,
- una sezione della Güteraußenring, completata nei primi anni 1940 ed elettrificata nel 1976,
- un settore della Ostbahn, aperta il 1º ottobre 1866 ed elettrificata il 6 novembre 1928,
- la Stadtbahn, aperta il 7 febbraio 1882 ed elettrificata l'11 giugno 1928,
- una sezione della ferrovia Berlino-Blankenheim, aperta ad ovest di Grunewald nel 1879 e ad est nel 1882 poi elettrificata nel 1928
- una parte della ferrovia Berlino-Potsdam-Magdeburgo, aperta nel 1838 ed elettrificata nel 1928.